# منشأة علي أغا
منشأة علي أغا، قرية تابعة للوحدة المحلية لقرية كنيسة الصرادوسي، التابعة لمركز دسوق التابع لمحافظة كفر الشيخ في جمهورية مصر العربية.

## توابع القرية
لها 9 توابع من عزب وكفور ونجوع:
- قرداحي قبلي.
- قرداحى شرقي.
- قرداحي غربي.
- الشوايشة.
- عبد الحليم الفار (عزبة).
- فريد الفار (عزبة).
- الملاعب.
- البنايين.
- تجمع كريم والقبلاوي.

## السكان
حسب إحصاءات عام 2006، بلغ عدد سكان منشأة علي أغا 3,847 نسمة، منهم 1,884 ذكر و1,963 أنثى.